# Kryddblandning

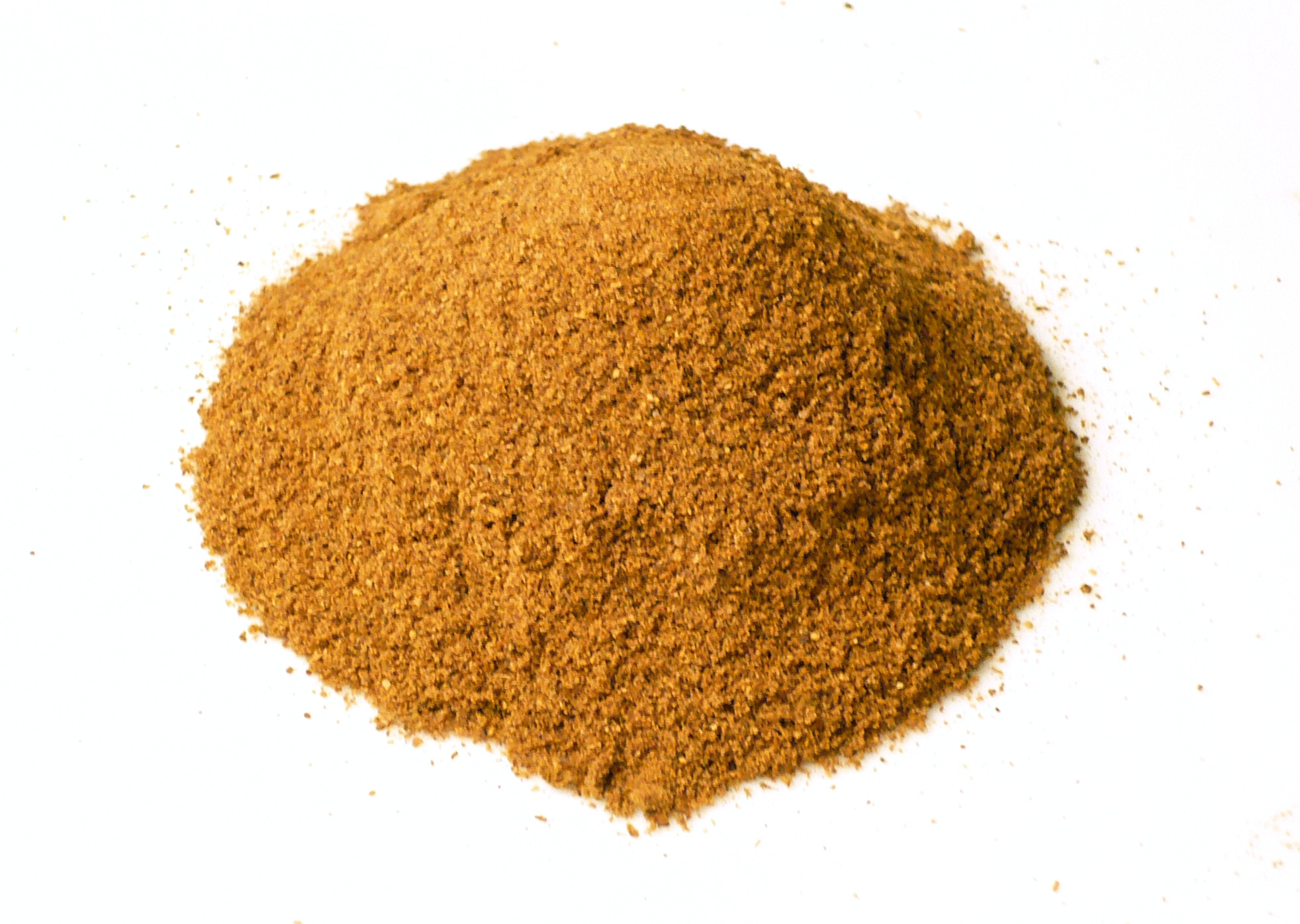
Berbere, en kryddblandning från Etiopien och Eritrea

Kryddblandningar är oftast torra blandningar av olika kryddor som ofta förvaras i burkar med tättslutande lock och kan liknas vid olika pastor om de blandas med någon vätska.
Exempel på kryddblandningar är berbere, citronpeppar, harissa, tandoori,  curry, garam masala,  grillkrydda och spice rubs.